# Первичная профилактика врождённых пороков развития
Первичная профилактика врождённых пороков развития (ВПР) — комплекс мер в преконцепцию и во время беременности, направленный на устранение или, по крайней мере, существенное снижение риска формирования ВПР у плода. По данным ВОЗ, во многих странах врождённые пороки развития — одна из важнейших причин смертности в детском возрасте, хронических заболеваний и инвалидности. По данным на октябрь 2012 года, у 1 из 33 новорождённых детей (ежегодно примерно 3.2 миллиона) наблюдаются пороки развития. В течение первых 28 дней жизни от пороков развития ежегодно умирают 270 000 детей. Тем не менее, первичная профилактика возможна. К числу основных методов относятся нутрицевтические (приём физиологических доз фолатов, йода, других микронутриентов), вакцинация и соответствующая дородовая помощь.
В соответствии с рекомендациями в информационном письме ВОЗ, первичная профилактика врождённых пороков развития должна включать следующие меры:
- Улучшение питания женщин на протяжении всего репродуктивного периода путём обеспечения надлежащего потребления витаминов и минералов (среди которых наиболее известны фолаты и йод).
- Ограничение воздействия алкоголя и продуктов термического разложения табака.
- Устранение воздействия веществ-тератогенов (тяжёлых металлов, пестицидов, некоторых лекарственных препаратов).
- Улучшение соматического здоровья женщины (борьба с инсулинорезистентностью, профилактика гестационного диабета, снижение избыточной массы тела и др.).
- Устранение внутриутробных инфекций (в том числе вакцинация против вируса краснухи).
- Совершенствование учебной работы с медработниками и другими сотрудниками, причастными к укреплению профилактических мер в отношении пороков развития.

Основой профилактики первичной профилактики ВПР у большинства женщин (более 60 %) является обеспечение питания женщины во время беременности в соответствии с рекомендуемыми нормами потребления макро- и микронутриентов. В работе проведена систематизация имеющейся научной информации по взаимосвязи витаминов с пороками развития (анализ более 1000 статей в PUBMED, www.ncbi.nlm.nih.gov/pubmed). На основании совместного анализа клинических и экспериментальных данных показано, что дефициты витаминов А, Е, D, С и витаминов группы В (включая фолаты, пиридоксин и цианокобаламин) во время беременности существенно увеличивают риск патологий беременности и пороков развития плода.

## Опыт разных стран по профилактике ВПР
Министерство здравоохранения США организовало центральный интернет-сайт по эгидой этого ведомства — National Guideline Clearinghouse (можно перевести как «Национальный центр рекомендаций»). Данный сайт суммирует информацию о тысячах рекомендаций, которые были сформулированы медицинскими общественными организациями. Пакет № 13400 «Prediction, prevention, and prognosis of preeclampsia» настоятельно рекомендует использование мультивитаминных добавок с фолатами для профилактики гестозов, наряду с препаратами кальция, воздержанием от приёма алкоголя и курения, физическими упражнениями. Пероральный приём витаминов и микроэлементов рекомендуется для профилактики анемии, послеродового кровотечения (приём начиная с пренатального периода) и, в целом, является стандартным, общепризнанным и неоспоримым компонентом дородовой помощи для здоровых беременных женщин.
По рекомендациям министерства обороны США, женщины-военнослужащие должны принимать мультивитаминные добавки по крайней мере за один месяц до начала беременности и обязательно в первом триместре. Беременные, принимающие витаминно-минеральные комплексы (ВМК) вследствие определённых состояний здоровья (пернициозная анемия — В12, судорожные расстройства — фолиевая кислота и др.) должны продолжить приём этих препаратов и во время беременности. Беременные, находящиеся на ограничительной диете (вегетарианцы, диеты для похудения и т. д.) должны консультироваться со врачом-диетологом и принимать ВМК по персонализированному назначению.
В соответствии с данными Общества Акушеров и гинекологов Канады (2007), установлен весьма парадоксальный факт: наиболее высокой комплаентностью приёма витаминно-минеральных комплексов с фолатами (36 % обследованных) характеризовались беременные без истории ДНТ в анамнезе. В то же время беременные, имевшие в анамнезе ребёнка с ДНТ, характеризовались более низкой комплаентностью (26 %). Более того, пациентки в группах риска (женщины с факторами риска ДНТ, а также те, кто курили и принимали алкоголь во время беременности) характеризовались самой низкой комплаентностью (4 %). Такого рода наблюдения делают необходимым проведение дополнительных разъяснений пациентам о важной роли мультивитаминных препаратов в профилактике пороков развития.

## Роли отдельных витаминов в первичной профилактике ВПР

### Витамин А (ретинол)
Витамин А — жирорастворимый фактор роста, который оказывает значительное влияние на транскрипцию сотен генов. Участвует в формировании скелета, обеспечивает нормальное существование клеток эпителия кожи и слизистых оболочек глаз, дыхательных, мочевыводящих путей, пищеварительного тракта и, конечно же, функции зрения. Эмбрион не может синтезировать ретинол и зависит от доставки ретинола через материнский организм. Ретиноиды важны для развития сердца на ранних стадиях эмбрионального развития. Этанол вызывает пороки развития различных эмбриональных структур блокируя ретинальдегид дегидрогеназу во время гаструляции.
Как избыток, так и дефицит витамина А ведёт к тяжёлым последствиям для плода. Нарастающий дефицит витамина А приводит к дозо-зависимому сокращению заднего мозга эмбриона, нарушениям развития гортани, к высокой перинатальной смертности, тяжёлой атаксии и слепоте; пограничная недостаточность витамина А приводит к врождённой патологии почек.
Достаточные уровни витаминов А и Е у новорождённых положительно влияют на формирование поведения и когнитивное развитие детей, профилактируют развитие гиалиновых мембран и нарушений формирования сурфактанта лёгких у новорождённых. Более высокие уровни витамина А, потребляемые с пищей и поливитаминами соответствовали снижению риска «заячьей губы».

### Витамин В1 (тиамин)
Витамин В1, являясь коферментом декарбоксилаз, участвует в окислительном декарбоксилировании кетокислот (пировиноградной, α-кетоглютаровой) в цикле Кребса. При дефиците витамина В1 замедляется превращение углеводов в липиды, снижается синтез стероидов и ацетилхолина, страдает энергетический обмен. Дефицит тиамина во время беременности приводит к усилению гибели нейронов ЦНС у плода.
Дефицит витамина В1 у беременных встречается довольно часто и ассоциирован с повышенным риском ВПР, приводит к преждевременным родам, повышает риск гестозов, дефектов нервной трубки плода и других ВПР. В ходе исследования 377 случаев диафрагмальной грыжи и 5008 контролей, матери новорождённых заполняли опросник по питанию, посредством которого оценивалось потребление нутриентов в течение года до наступления беременности. Среди женщин, принимавших поливитамины, более высокое потребление фолиевой кислоты, витаминов B1, B2, B6, B12 и минералов кальция, железа, магния и цинка соответствовало пониженному риску развития диафрагмальной грыжи.

### Витамин В2 (рибофлавин)
Рибофлавин — является кофактором ферментов энергетического метаболизма. Низкий уровень рибофлавина в рационе питания приводило к задержке развития эмбрионов; развитие пороков сердца (дефекты межжелудочковой перегородки, снижение толщины стенок левого желудочка). Клинические исследования нутрициального дефицита рибофлавина показали 3-кратное возрастание риск развития дефектов конечностей. Изучение 324 случаев детей с дефектами конечностей и 4982 здоровых младенцев показало, что самое низкое диетарное потребление рибофлавина соответствовало 3-кратному риску дефектов (О. Ш. 2,9, 95 % ДИ: 1.04-8.32). Диетарный дефицит рибофлавина и никотинамида, отражаемый в уровнях этих витаминов в крови, был выше у матерей, родивших детей со врождённым пороками сердца. При дефиците рибофлавина увеличивается риск образования гестозов у беременной и расщелин нёба у плода, краниостеноза, дефектов мочевыделительной системы.

### Витамин РР (ниацин, никотиновая кислота, никотинамид)
Витамин РР принимает участие в регуляции процессов клеточного дыхания, выделения энергии из углеводов и жиров и в метаболизме белков, образуя повсеместно используемых коферменты никотинамидадениндинуклеотид (НАД) и никотинамидадениндинуклеотидфосфат (НАДФ).
При дефиците ниацина во время беременности формируются многочисленные аномалии развития. Низкие диетарные уровни рибофлавина (менее 1.2 мг/сут) и ниацина (менее 13.5 мг/сут) в 2 раза увеличивают риск рождения ребёнка со врождёнными пороками сердца. Увеличение дотации никотинамида уменьшало риск развития пороков независимо от диетарного потребления фолатов. В исследовании 190 матерей новорождённых с пороками развития желудочков сердца, диетарное потребление никотинамида было ниже у матерей, родивших ребёнка с данным ВПР (14,6 и 15,1 мг/сут; P <0.05, Нидерланды,). Уровни потребления тиамина (В1), пиридоксина (В6) и ниацина (В3) в периконцепции был гораздо ниже у матерей, родивших детей с расщелиной верхнего нёба, чем у родивших детей без этого дефекта развития. Никотинамид предотвращает возникновение и развитие асфиксии плода.

### Витамин В6
Витамин В6 участвует в следующих процессах азотистого обмена: трансаминирование, дезаминирование и декарбоксилирование аминокислот; превращения триптофана; превращения серосодержащих и окси-аминокислот. Дефицит пиридоксина сопряжён с повышенной частотой судорог, парестезий, с тревожным состоянием психики, рвотой, кариесом зубов (категория доказательности «А»). Мета-анализ 5 исследований, включивший более 1600 женщин, показал, что регулярное употребление витамина В6 уменьшает риск рассасывания эмали зубов у беременных и риск низкого веса плода при рождении. Дефицит В6 во время беременности способствует развитию дефектов нервной трубки плода и может способствовать развитию гестозов. Изучение 324 случаев детей с дефектами конечностей и 4982 здоровых младенцев показало, что самое низкое диетарное потребление витамина B6 соответствовало 4-кратному увеличению риска дефектов конечностей (О. Ш. 3,9, 95 % ДИ 1.08-13.78).

### Фолаты (фолиевая кислота, витамин В9)
Витамин В9 необходим для предотвращения анемии у беременных и дефектов развития плода, в том числе развития дефектов нервной трубки (ДНТ) через своё влияние на рост и дифференциацию клеток. Влияя на метилирование ДНК, фолиевая кислота играет важное значение в процессах деления клеток, что особенно важно для тканей, клетки которых активно делятся и дифференцируются (кровь, эпителий) во время беременности и роста плода..
Роль препаратов фолиевой кислоты в понижении риска ДНТ (дефекты нервной трубки плода) была многократно доказана в многочисленных клиническими исследованиями. Приём фолиевой кислоты профилактирует синдром Дауна и врождённые пороки сердца. По данным Национального Итальянского института здоровья, приём фолиевой кислоты до и во время беременности в количестве 400 мкг/сут и более профилактирует не только ДНТ, но и аномалии эмбриогенеза мозга, сердечно-сосудистой системы, мочевыделяющей системы, образование расщелины верхнего нёба, дефектов конечностей, дефектов больших артерий, и омфалоцеле — пупочной грыжи. Наблюдения за норвежской когортой из 85176 беременных, впоследствии родивших ребёнка, показали, что приём препаратов фолиевой кислоты начиная с периода перикопцепции способствует снижению развития риска аутизма на 50 % (О. Ш. 0.61, 95 % ДИ 0.41-0.90).
Эпидемиологические данные показали, что существенное снижение риска развития дефектов нервной трубки (ДНТ) наблюдается при концентрации фолатов в эритроцитах более 906 нмоль/л. Для профилактики ДНТ женщинам рекомендуется принимать 400 мкг/день фолиевой кислоты в период до зачатия, и при приёме такой дозы фолиевой кислоты концентрация фолатов в эритроцитах >906 нмоль/л не достигается после 4 недель. Исследование 46 здоровых женщин, получавших 400 и 800 мкг/день фолиевой кислоты или плацебо, показало целесообразность повышения дозировки фолиевой кислоты до 800 мкг. После приёма 800 мкг/сут фолиевой на протяжении 16 недель среднее время достижения целевого уровня фолатов в эритроцитах (906 нмоль/л и более) составило 4,2 ± 3,5 недели, при 400 мкг/сут — 8,1 ± 4,5 нед.
Доза фолиевой кислоты не должна превышать 800…1000 мкг/сут. Во-первых, сравнительный анализ исследований по использованию фолатов для профилактики ДНТ показывает, что использование даже таких высоких доз фолиевой кислоты как 4000-5000 мкг/сут имеет практически такой же результат, как и использование 400 мкг/сут — то есть, 50 %-80 % снижение риска ДНТ плода. Во-вторых, фолиевая кислота не является естественной формой фолатов и избыток привнесённой с препаратами фолиевой кислоты будет ингибировать транспорт эндогенных фолатов. Последнее происходит за счёт ингибирования ферментов метаболизма фолатов дигидрофолатредуктаза (DHFR) и тимидилатсинтаза (TS) и белка-транспортера "носитель восстановленных фолатов (ген RFC). Профилактика ДНТ и всех других ВПР более эффективна при использовании фолиевой кислоты в комплексе с другими витаминами, чем при использовании монопрепаратов фолиевой кислоты. По данным крупного исследования (исходы более 5000 беременностей), монопрепараты фолиевой кислоты способствовали снижению риска ВПР на 70 %, в то время как использование поливитаминных комплексов снижало риск ВПР на 90 %.

### Витамин В12
Метаболизм фолатов и процессы метилирования ДНК, столь важные для роста клеток, нарушаются при дефиците каждого из этих трёх витаминов В6, В9 или В12. Ведущими реакциями трансметилирования, происходящими с участием В12, является синтез тимидина (синтез ДНК) и метионина из гомоцистеина. В12-гиповитаминоз почти обязательно возникает у беременных на строгом вегетарианском питании и у беременных с дисбиозом кишечной флоры, и пониженной кислотностью желудка. Недостаток витамина В12 у беременных негативно сказывается на метаболизме фолатов и увеличивает риск развития врождённых дефектов плода, прежде всего дефектов нервной трубки. Исследование 203 матерей, родивших ребёнка с «заячьей губой» и/или «волчьей пастью» и 178 матерей новорождённых без дефектов показало, что «западная диета» (высокое содержание мяса, пицца, бобовые и картофель, низкое содержание фруктов) связана с повышенным риском этих ВПР (О. Ш. 1.9; 95 % Д. И. 1.2-3.1). В соответствии с результатами авторов, «западная» разновидность диеты была связана с пониженными уровнями фолатов (P = 0.02), витамина В6 (P = 0.001), витамина В12 (P = 0.02) и повышенными уровнями гомоцистеина в плазме крови (P = 0.05).

## Распространённость дефицитов витаминов, влияющих на риск ВПР
По данным крупных исследований, включающих десятки тысяч человек, большинство взрослых людей потребляют меньше фолатов, чем это установлено нормами. В частности, изучение потребления фолатов населением Германии на протяжении 1997—2000 годов показало, что, в среднем, потребление фолатов взрослыми составило менее 80 % от рекомендуемой в Германии суточной нормы по фолатам. При этом, у 25 % женщин детородного возраста содержание фолата в эритроцитах и плазме крови снижено.
Исследования Института питания РАМН свидетельствуют о широком распространении дефицита витаминов среди беременных женщин во всех регионах нашей страны. Дефицит витаминов группы В выявляется у 20-100 % обследованных, аскорбиновой кислоты — у 13-50 %, каротиноидов — 25-94 % при относительно хорошей обеспеченности витаминами А и Е. Наиболее часто отмечается дефицит железа, йода, кальция, цинка, хрома, фолиевой кислоты, биотина, витаминов А, D, В1, В6.

## Сочетанное назначение витаминов для профилактики ВПР
Результаты анализа данных Национального исследования по предотвращению врождённых пороков (NBDPS, США, 1997—2003) показали, что более высокое потребление витаминов группы В (фолаты, витамины B1, B2, B6 и B12), минералов (кальций, железо, магний, цинк) и витамина Е снижало риск возникновения ВПР на 30-70 %.
Проведённые в Норвегии наблюдения за когортой 280127 беременных показали, что приём добавок фолиевой кислоты способствует снижению риска отслойки плаценты на 26 %. Однако наибольшая эффективность профилактики наблюдалась при приёме фолиевой кислоты в составе поливитаминных препаратов: риск снижался на 32 % (О. Ш. 0.68, 95 % ДИ 0.56-0.83).
Проведённое в Венгрии исследование более 5000 беременностей показало, что использование мультивитаминов в целях профилактики дефектов нервной трубки и других аномалий развития показало снижение возникновения ДНТ на 92 %, пороков развития сердечно-сосудистой системы на 42 %, а также достоверное снижение других дефектов развития. Поливитамины, содержащие 0,4 — 0,8 мг/сут фолиевой кислоты, были более эффективны в профилактике пороков развития нервной трубки, чем высокие дозы монопрепарата фолиевой кислоты [118].